# Dresden-Neustadt (nádraží)
Dresden-Neustadt (česky Drážďany-Nové Město) je železniční stanice v německém městě Drážďany, které se nachází ve spolkové zemi Sasko. Stanice byla otevřena v roce 1901.

## Historie
Stavba stanice započala na jaře 1898 a provoz ve stanici byl zahájen  1. března 1901. Stanice nahradila původní nádraží Leipziger Bahnhof (česky Lipské nádraží) a Schlesischer Bahnhof (česky Slezské nádraží).

## Provozní informace
Stanice má celkem 5 nástupišť a 9 nástupních hran. Ve stanici je možnost zakoupení si jízdenky a je elektrizovaná střídavým proudem 25 kV, 50 Hz. Provozuje ji dceřiná společnost Deutsche Bahn, společnost DB InfraGO.

## Doprava
Stanice je druhou nejdůležitější stanicí v Drážďanech (hned po hlavním nádraží). Zastavuje zde několik párů mezinárodních vlaků EuroCity v trase (Budapešť –) Praha – Berlín – Hamburk (– Kiel) a 1 pár vlaků railjet v trase Štýrský Hradec – Praha – Berlín. Dále zde zastavuje spousta vnitrostátních vlaků Intercity-Express a InterCity jezdící například do Hamburku, Lipska, Kolína nad Rýnem, Westerlandu a Wiesbadenu. Dále zde zastavuje několik osobních a příměstských vlaků.

## Galerie

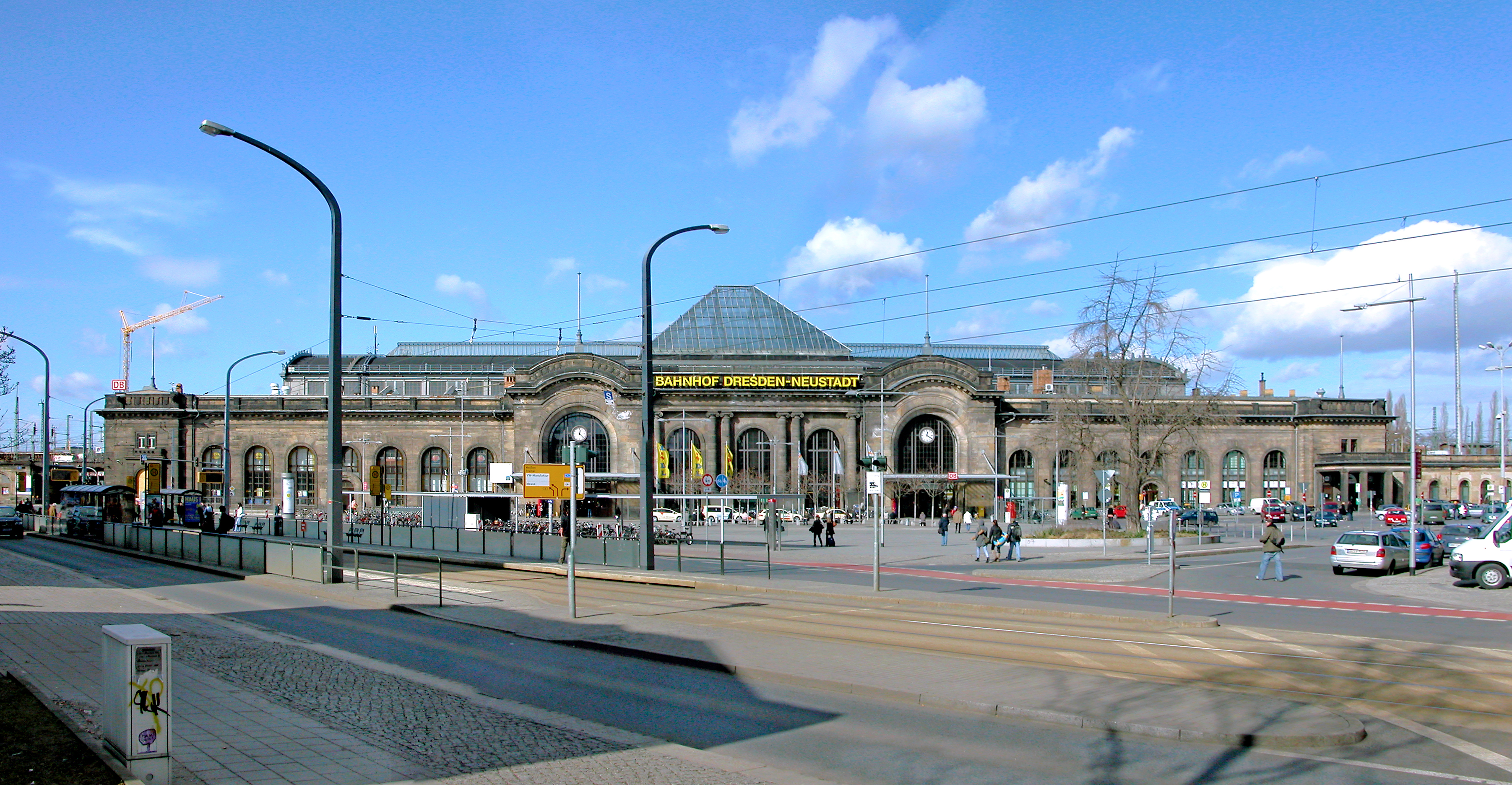
Pohled na staniční budovu.
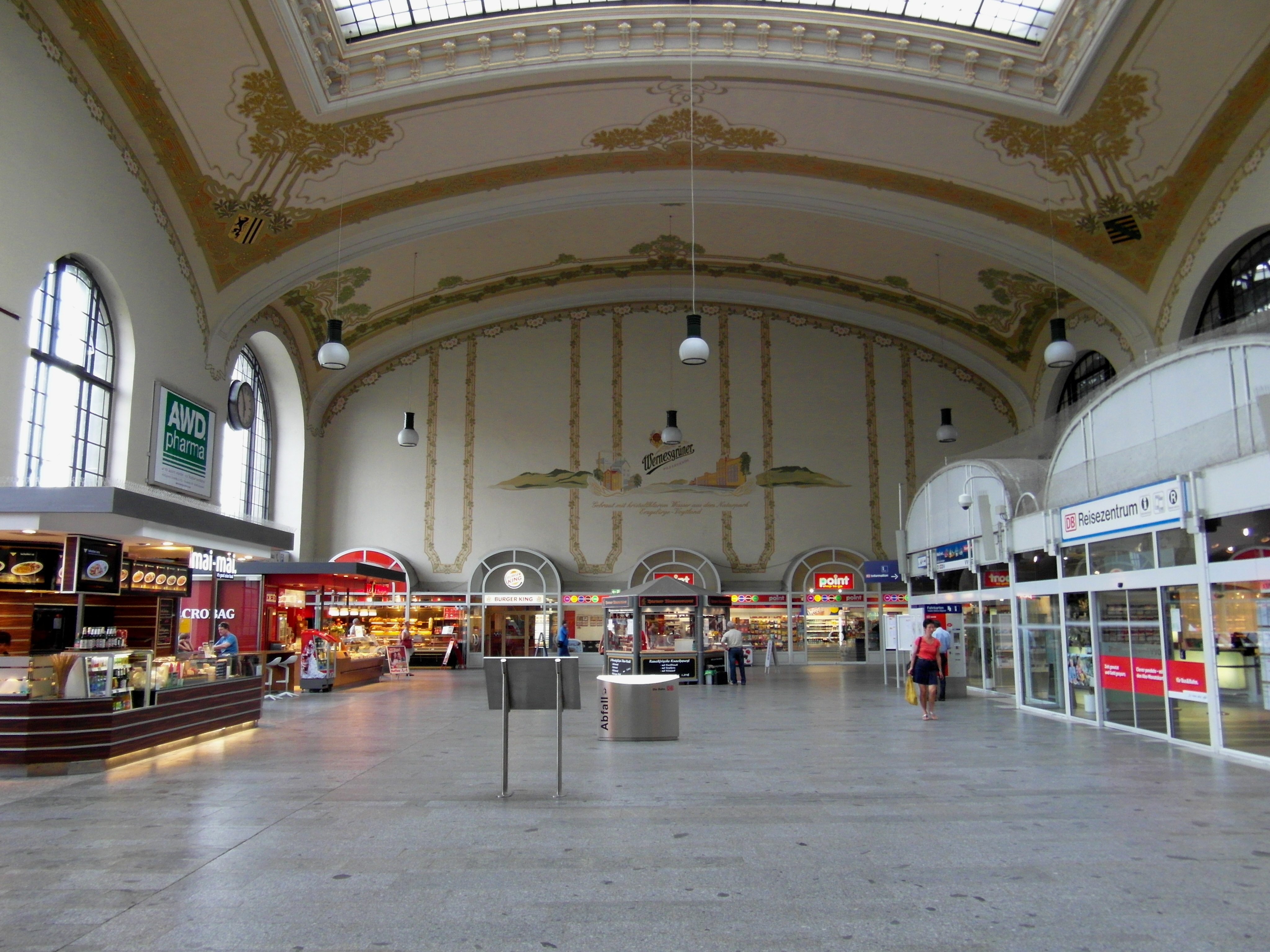
Interiér staniční budovy.
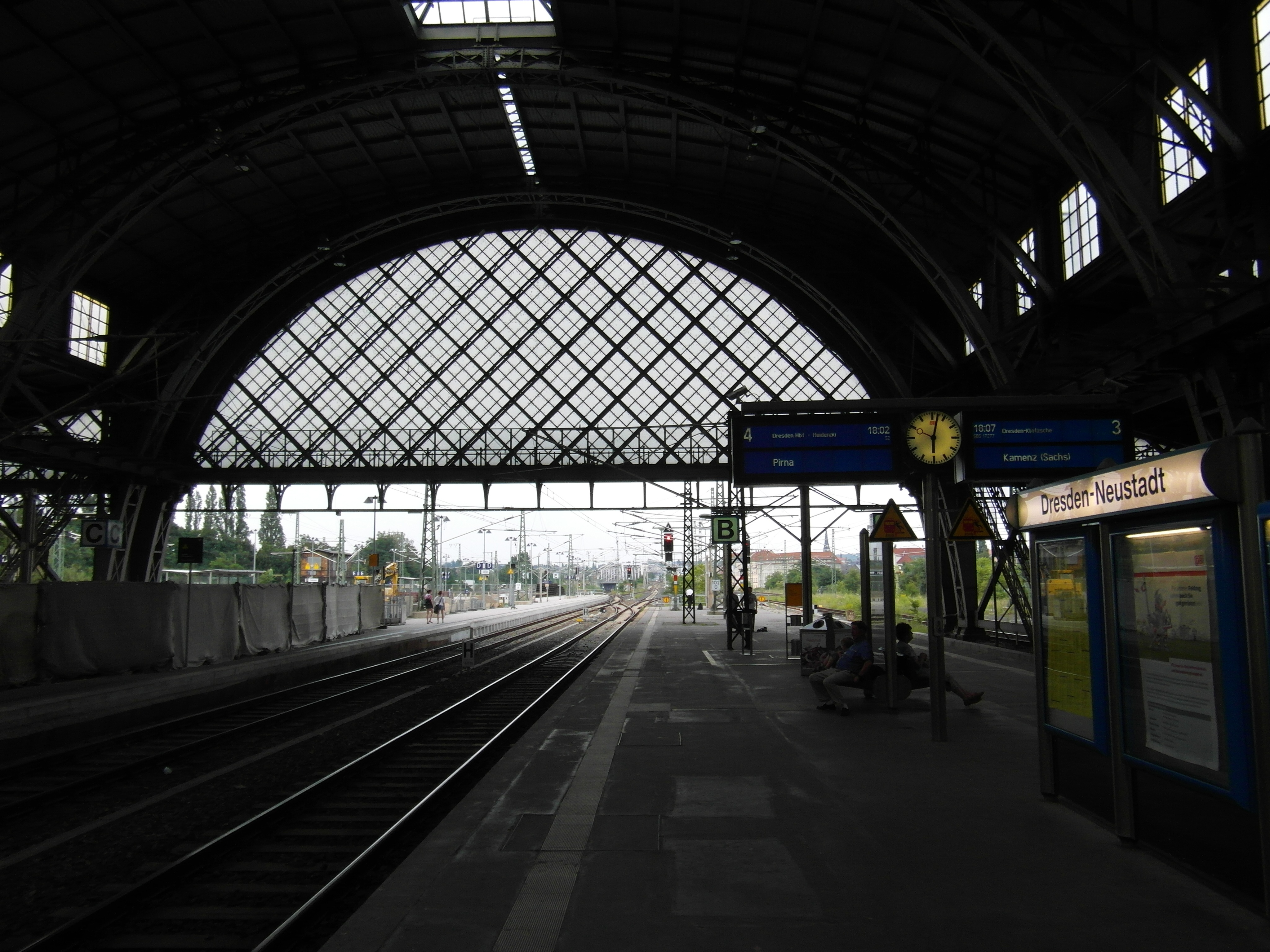
Pohled na nástupiště.
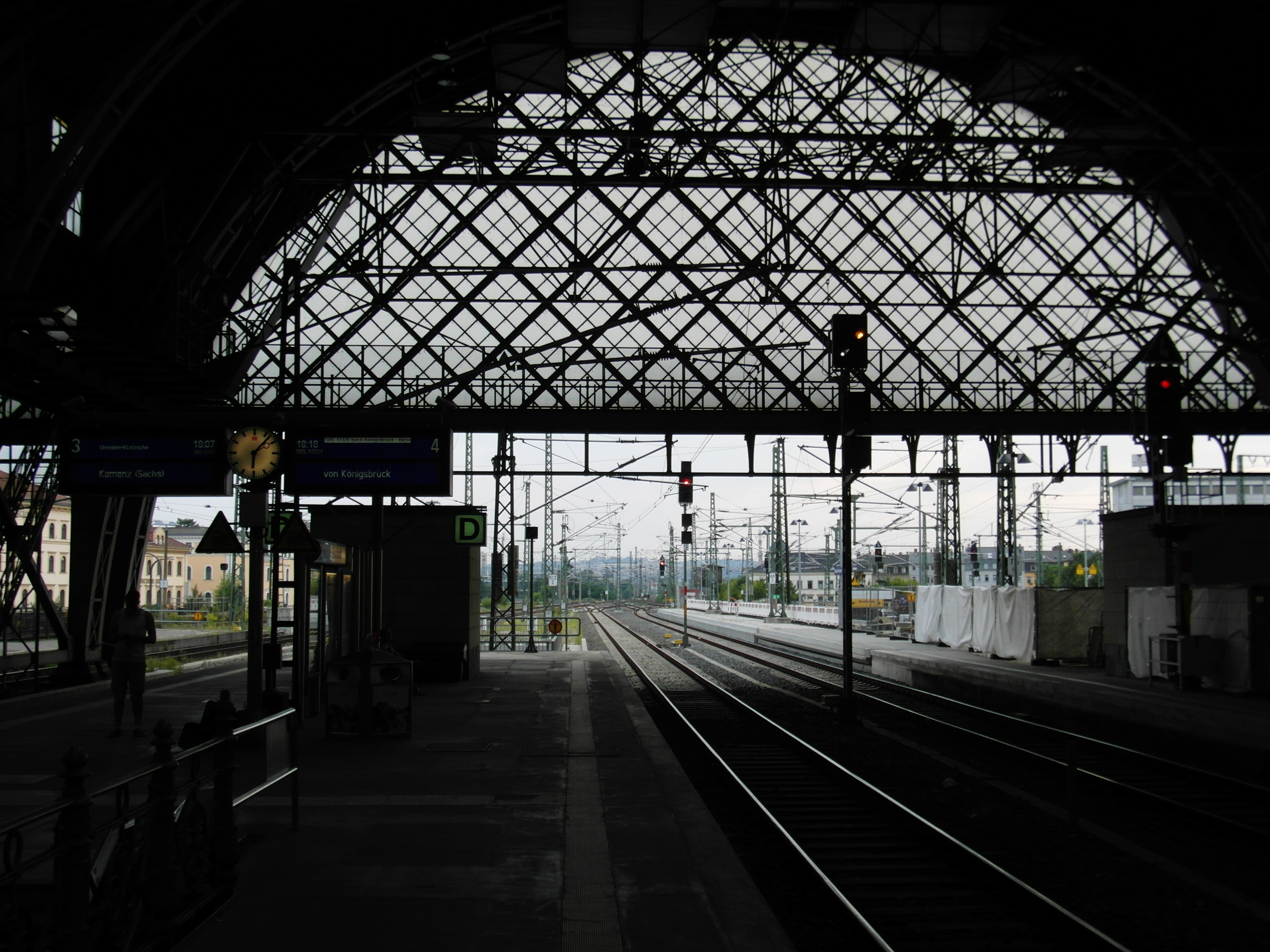
Pohled na nástupiště.
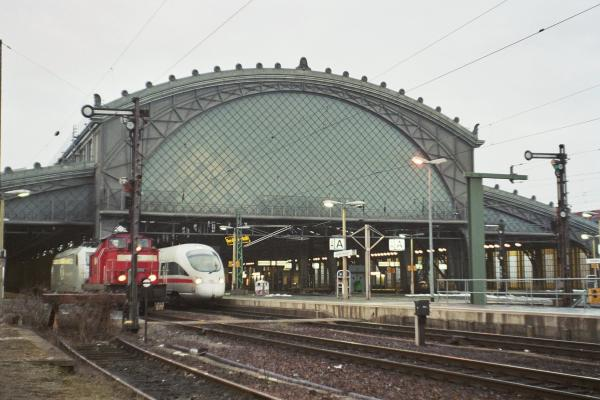
Pohled na stanici
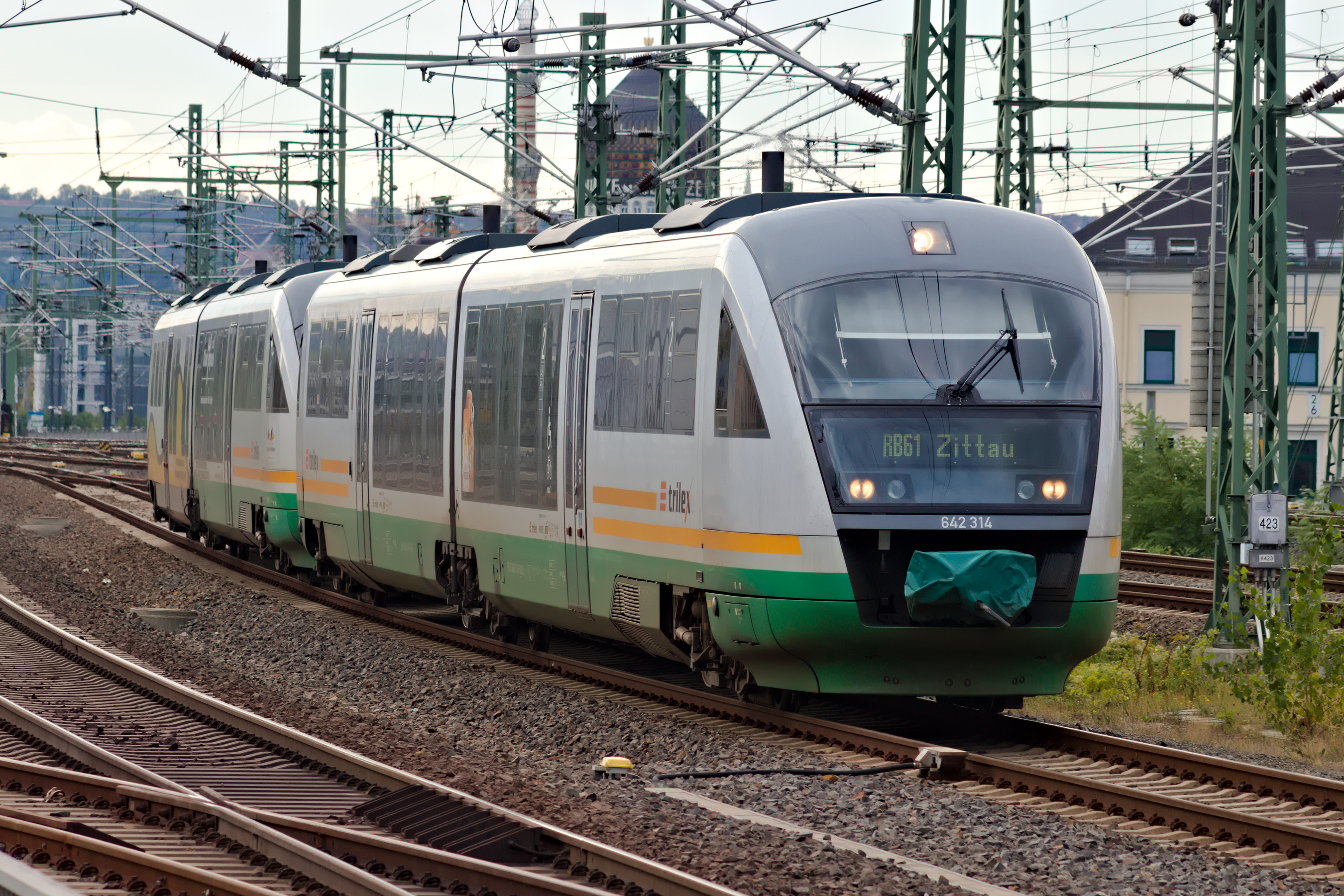
Vlak Trilex ve stanici